# LaGrange (Georgia)
LaGrange è una città degli Stati Uniti d'America, situata nella contea di Troup nello Stato della Georgia.